# Guillaume Dupré

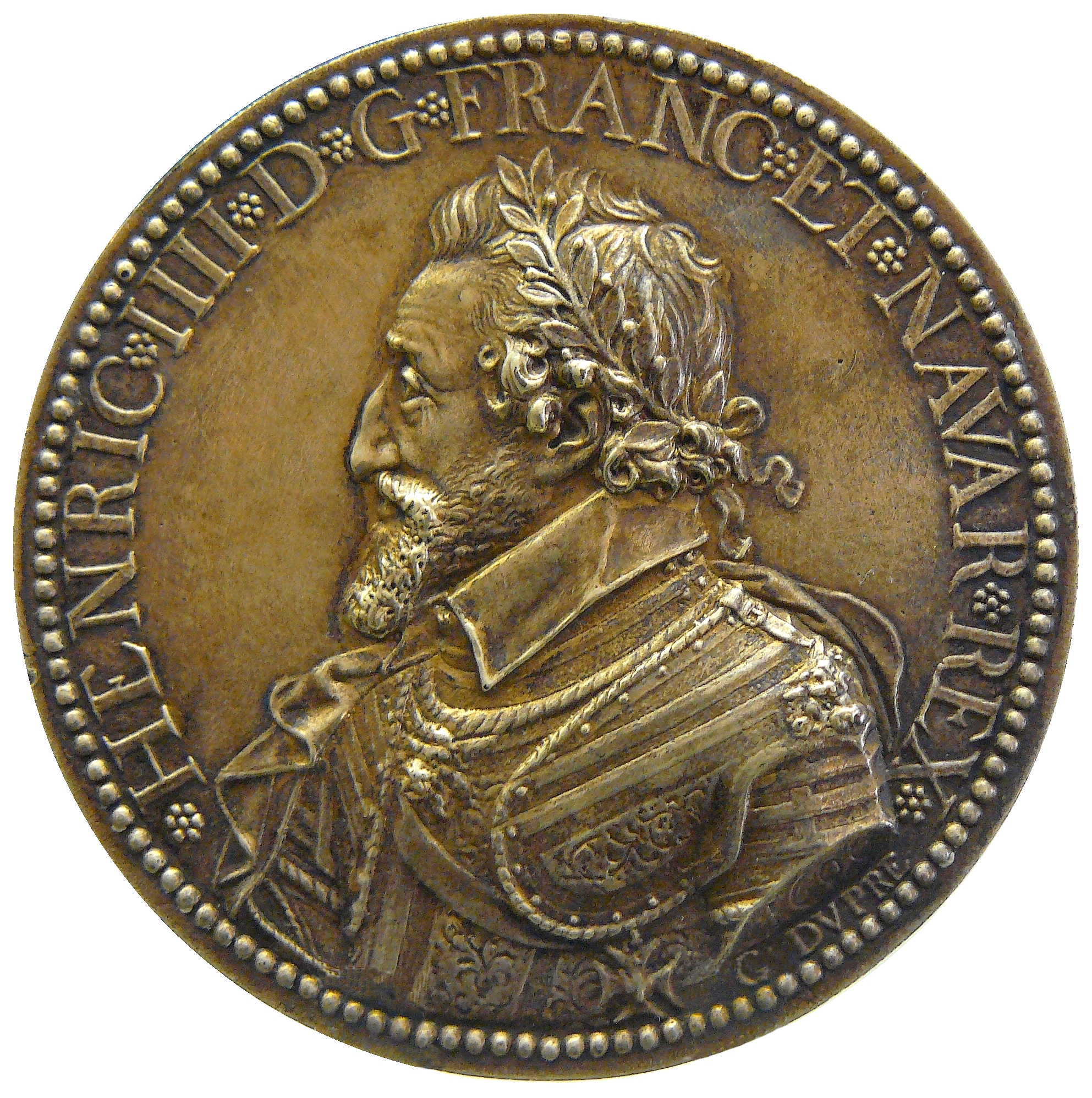
Medaljen över Henrik IV:s förmälning 1600.

Guillaume Dupré, född 1576, död 1643, var en fransk skulptör och medaljgravör.
Dupré var huvudsakligen känd genom Henrik IV:s bild på ryttarstatyn på Pont Neuf, blev av kungen satt till myntmästare och utövade som sådan en framstående verksamhet. Som medaljgravör var han Frankrikes första, bland hans medaljer över Henrik IV:s förmälning, över Ludvig XIII som barn, över kardinal Richelieu, den store Condé med flera.